# SMS Lissa
«Лісса» (нім. SMS Lissa) —  перший казематний броненосець Військово-морських сил Австро-Угорщини другої половини 19-го століття.

## Історія створення
Битва біля Лісси показала, що наявні нарізні гармати не здатні пробити броню ворожих кораблів навіть на дистанціях пістолетного пострілу. Тому було запропоноване рішення зменшити кількість гармат, але збільшити їхній калібр та сектор обстрілу. Гармати при цьому розміщувались в центральному броньованому казематі.
Першим казематним броненосцем австро-угорського флоту став броненосець «Лісса», розроблений Йозефом фон Ромако. Корабель був закладений 27 червня 1867 року на верфі «Stabilimento Tecnico Triestino» у Трієсті. Спущений на воду 9 лютого 1869 року, вступив у стрій у 1871 році.
Свою назву отримав на честь битви біля Лісси.

## Конструкція
Оскільки австрійські верфі не ще могли будувати повністю металеві кораблі, корпус «Лісса» був дерев'яним, але бімси і всі надводні закінчення корпусу були залізними. 
Таким чином «Лісса» був останнім дерев'яним кораблем Австро-угорського флоту.
Корабель захищався залізною бронею товщиною 152 мм, виготовленою у Шеффілді, шириною 3,66 м, яка опускалась на 1,68 м нижче ватерлінії. Над поясом у центральній частині корабля розташовувався каземат для десяти гармат, захищений 127-мм бронею.
Силова установка складалась шести парових котлів та однієї горизонтальної парової машини однократного розширення потужністю 3 619 к.с., яка забезпечувала швидкість 12,8 вузлів. 
Крім того, на «Ліссі» був встановлений 3-щогловий рангоут з вітрилами площею 3 112 м², у 1886 році площа вітрил була зменшена до 1 135 м².
Озброєння корабля складалось з дванадцяти 229-мм казеннозарядних гармат Круппа, чотирьох 8-фунтових і трьох 3-фунтових гармат.
Десять 229-мм гармат розташовувались у верхньому казематі, по 5 з кожного борту, і мали сектор обстрілу у 30°. Гармати верхнього каземату могли вести вогонь по ходу судна.
У 1881 році малокаліберні гармати були замінені на нові. На верхній палубі встановили чотири 90-мм і дві 70-мм гармати, а також три 47-мм скорострільні гармати і дві 25-мм мітральєзи.
У 1886 році на кораблі були встановлені чотири (за іншими джерелами - два) торпедні апарати для стрільби торпедами Вайтгеда.

## Історія служби
Після вступу у стрій броненосець «Лісса» був включений до складу діючої ескадри. У 1872 році на кораблі сталась пожежа, яку вдалось загасити, перш ніж вогонь дістався до погребів боєзапасу. У 1875 році на кораблі були встановлені нові котли.
До 1880 року дерев'яні конструкції корабля сильно згнили, тому корабель встав у сухий док в Полі для ремонту, який тривав рік. Були замінені пошкоджені дерев'яні конструкції, а також малокаліберна артилерія.
У 1885 році «Лісса» брав участь у маневрах флоту біля Лісси, на яких відпрацьовувалось відбиття ворожої атаки. «Лісса» був флагманом ескадри броненосців, яку атакувала ескадра міноносців.
У 1888 році корабель був виведений в резерв. 13 листопада 1892 року корабель був виключений зі складу флоту і розібраний протягом 1893-1895 років.